# Бруно Беґер
Бруно Беґер (нім. Bruno Beger; 27 квітня 1911, Франкфурт-на-Майні — 12 жовтня 2009, Кьонігштайн, поблизу Франкфурта-на-Майні) — німецький расолог і антрополог, співробітник Аненербе, гауптштурмфюрер СС.

## Біографія
Народився у Франкфурті-на-Майні. Походив зі старовинної гейдельберзької сім'ї. Крім Бруно, в сім'ї було ще четверо дітей. Його батько, викладач, і обидва дядька загинули у Першій світовій війні. Мати Бруно — Гертруда — була співачкою. Друг сім'ї допоміг Беґеру влаштуватися в Єнський університет імені Фрідріха Шиллера, де той вивчав антропологію, етнографію та географію. Відвідував лекції Ганса Фрідріха Карла Гюнтера. Також навчався в Гейдельберзькому університеті.

## Кар'єра
У 1934 р. почав працювати в Головному управлінні СС з питань раси і поселень, де незабаром став начальником відділу. В цей же час почав співпрацювати з Аненербе, де займався дослідженнями в області расології. У 1938—1939 роках брав участь в якості антрополога і оператора в Тибетській експедиції Третього рейху під керівництвом Ернста Шефера. Проводив краніологічні вимірювання у жителів Тибету з метою підтвердження їх можливої приналежності до арійської раси.
10 грудня 1941 році запропонував керуючому справами Аненербе Вольфраму Зіверсу почати «заготовку єврейських черепів для антропологічних досліджень» і рекомендував для спільної роботи доктора Августа Гірта. З цією метою Б. Беґер і два інших антрополога (Ганс Гельмут Фляйшхакер і Вільгельм Габель) прибули 11 червня 1943 р. в Аушвіц, де тиждень проводили антропологічні вимірювання у двох польських, вісімдесяти шести єврейських і чотирьох азійських ув'язнених. Єврейські ув'язнені були потім депортовані в табір Нацвейлер-Штрутгоф і в серпні 1943 р. вбиті в газових камерах. Їх тіла були доставлені доктору Гірту в анатомічний інститут Страсбурга для виготовлення скелетів.
Також Беґер був членом Особистого штабу рейхсфюрера СС.

## Після війни
Після закінчення війни Бруно Беґер був інтернований, потім відпущений. У 1970 р. був засуджений земельним судом Франкфурта-на-Майні за співучасть у вбивстві. У квітні 1971 року суд дійшов висновку, що Беґер не знав остаточної долі випробовуваних. 6 квітня 1974 р. Бруно все ж був засуджений за співучасть у вбивстві 86 осіб до мінімального покарання — 3 років позбавлення волі, однак, з урахуванням термінів інтернування та попереднього ув'язнення, уникнув в'язниці.
Помер в будинку для людей похилого віку в Кьонігштайні, передмісті Франкфурта-на-Майні.

## Твори
- Населення лугової частини Альтмарка. Б.м., 1941 (Die Bevölkerung der altmärkischen Wische).
- Це було в Тибеті. Мюнхен, 1964 (Es war in Tibet. [München], 1964).